# Stazione di Iiyama
La stazione di Iiyama (飯山駅?, Iiyama-eki) è una stazione ferroviaria situata nella città omonima della prefettura di Nagano della regione del Chūbu, in Giappone. 
Il fabbricato serve la linea Iiyama e lo Hokuriku Shinkansen, che ha raggiunto la stazione nel 2015.

## Linee e servizi
East Japan Railway Company
■ Linea Iiyama
 Hokuriku Shinkansen

## Struttura
La stazione è costituita da una zona a livello del terreno, con una banchina a isola e due binari passanti per la linea Iiyama e un fabbricato viaggiatori posto al di sopra dei binari. 
Sopra di esso si trova il mezzanino per la stazione della linea shinkansen, e al livello più alto, i binari passanti di quest'ultimo, con due binari passanti dotati di porte di banchina di sicurezza, dal momento che in questa stazione non sono presenti binari di sorpasso, e pertanto i treni veloci che non fermano in questo scalo percorrono il tratto ad alta velocità.
Linee regionali
| 1 | ■ Linea Iiyama | per Toyono e Nagano                                  |
| 2 | ■ Linea Iiyama | per Togari-Nozawaonsen, Tōkamachi e Echigo-Kawaguchi |

Linea Shinkansen
| 11 | Hokuriku Shinkansen | per Nagano, Takasaki, Ōmiya e Tokyo |
| 12 | Hokuriku Shinkansen | per Jōetsu-Myōkō, Toyama e Kanazawa |

## Stazioni adiacenti
| «                   | Servizio            | »                   |
| Hokuriku Shinkansen | Hokuriku Shinkansen | Hokuriku Shinkansen |
| ------------------- | ------------------- | ------------------- |
| Nagano              | -                   | Jōetsumyōkō         |
| Linea Iiyama        |                     |                     |
| Hachisu             | Locale              | Kita-Iiyama         |